# ماركوس مارتن (لاعب كرة قدم أمريكية)
ماركوس مارتن (بالإنجليزية: Marcus Martin)‏ هو لاعب كرة قدم أمريكية أمريكي، ولد في 29 نوفمبر 1993 في لوس أنجلوس في الولايات المتحدة.

## وصلات خارجية
- ماركوس مارتن على موقع مرجع كرة القدم المحترفة.كوم (الإنجليزية)